# ديوار (أوكلاهوما)
ديوار (بالإنجليزية: Dewar, Oklahoma)‏ هي بلدة أمريكية تقع في الولايات المتحدة في مقاطعة أوكمولغي، أوكلاهوما. يقدر عدد سكانها بـ 888 نسمة ومساحتها 2.4 كم2 وترتفع عن سطح البحر 204 متر.

## التركيبة السكانية
حدّد مكتب تعداد الولايات المتحدة بيانات التركيبة السكانية لديوار في تعداد الولايات المتحدة. في ما يلي، التركيبة السكانية حسب تعدادي 2000 و2010.

### تعداد عام 2000
بلغ عدد سكان ديوار 919 نسمة بحسب تعداد عام 2000، وبلغ عدد الأسر 344 أسرة وعدد العائلات 261 عائلة مقيمة في البلدة. في حين سجلت الكثافة السكانية 376.6 نسمة لكل كيلومتر مربع (975.4/ميل2). وبلغ عدد الوحدات السكنية 386 وحدة بمتوسط كثافة قدره 158.2 لكل كيلومتر مربع (409.7/ميل2).
وتوزع التركيب العرقي للبلدة بنسبة 71.49% من البيض و0.33% من الأمريكيين الأفارقة و19.80% من الأمريكيين الأصليين و0.54% من الأعراق الأخرى و7.83% من عرقين مختلطين أو أكثر و2.07% من الهسبانيون أو اللاتينيون من أي عرق.
بلغ عدد الأسر 344 أسرة كانت نسبة 40.4% منها لديها أطفال تحت سن الثامنة عشر تعيش معهم، وبلغت نسبة الأزواج القاطنين مع بعضهم البعض 58.4% من أصل المجموع الكلي للأسر، ونسبة 12.8% من الأسر كان لديها معيلات من الإناث دون وجود شريك، بينما كانت نسبة 4.7% من الأسر لديها معيلون من الذكور دون وجود شريكة وكانت نسبة 24.1% من غير العائلات. تألفت نسبة 23% من أصل جميع الأسر من عدة أفراد يعيشون في نفس المنزل ونسبة 14% كانت تتألف من شخص يعيش بمفرده يبلغ من العمر 65 عاماً أو أكثر. وبلغ متوسط حجم الأسرة المعيشية 2.67، أما متوسط حجم العائلات فبلغ 3.12.
بلغ العمر الوسطي للسكان 35.2 عاماً. وكانت نسبة 27.3% من القاطنين تحت سن الثامنة عشر، وكانت نسبة 10% بين الثامنة عشر والرابعة والعشرين عاماً، ونسبة 24.8% كانت واقعةً في الفئة العمرية ما بين الخامسة والعشرين والرابعة والأربعين عاماً، ونسبة 24.5% كانت ما بين الخامسة والأربعين والرابعة والستين، ونسبة 13.4% كانت ضمن فئة الخامسة والستين عاماً فما فوق. يوجد لكل 100 أنثى 93.9 ذكر، ويوجد لكل 100 أنثى في الثامنة عشر من عمرها فما فوق 92.0 ذكر.
بلغ متوسط دخل الأسرة في البلدة 30,000 دولارًا، أما متوسط دخل العائلة فبلغ 35,417 دولارًا. وكان متوسط دخل الذكور 27,625 دولارًا مقابل 18,036 دولارًا للإناث. وسجل دخل الفرد الخاص بالبلدة 12,188 دولارًا. وكانت نسبة 11.5% من العائلات ونسبة 15.2% من السكان تحت خط الفقر، وكان من هؤلاء نسبة 22.6% تحت سن الثامنة عشر ونسبة 17.4% في الخامسة والستين من العمر وما فوق.

### تعداد عام 2010
بلغ عدد سكان ديوار 888 نسمة بحسب تعداد عام 2010، وبلغ عدد الأسر 322 أسرة وعدد العائلات 239 عائلة مقيمة في البلدة. في حين سجلت الكثافة السكانية 363.9 نسمة لكل كيلومتر مربع (942.5/ميل2). وبلغ عدد الوحدات السكنية 369 وحدة بمتوسط كثافة قدره 151.2 لكل كيلومتر مربع (391.6/ميل2).
وتوزع التركيب العرقي للبلدة بنسبة 61.60% من البيض و2.03% من الأمريكيين الأفارقة و24.10% من الأمريكيين الأصليين و0.11% من سكان جزر المحيط الهادئ و0.23% من الأعراق الأخرى و11.94% من عرقين مختلطين أو أكثر و1.91% من الهسبانيون أو اللاتينيون من أي عرق.
بلغ عدد الأسر 322 أسرة كانت نسبة 37.9% منها لديها أطفال تحت سن الثامنة عشر تعيش معهم، وبلغت نسبة الأزواج القاطنين مع بعضهم البعض 52.8% من أصل المجموع الكلي للأسر، ونسبة 14.9% من الأسر كان لديها معيلات من الإناث دون وجود شريك، بينما كانت نسبة 6.5% من الأسر لديها معيلون من الذكور دون وجود شريكة وكانت نسبة 25.8% من غير العائلات. تألفت نسبة 22.7% من أصل جميع الأسر من عدة أفراد يعيشون في نفس المنزل ونسبة 14% كانت تتألف من شخص يعيش بمفرده يبلغ من العمر 65 عاماً أو أكثر. وبلغ متوسط حجم الأسرة المعيشية 2.76، أما متوسط حجم العائلات فبلغ 3.23.
بلغ العمر الوسطي للسكان 37.0 عاماً. وكانت نسبة 28.7% من القاطنين تحت سن الثامنة عشر، وكانت نسبة 8.3% بين الثامنة عشر والرابعة والعشرين عاماً، ونسبة 23.6% كانت واقعةً في الفئة العمرية ما بين الخامسة والعشرين والرابعة والأربعين عاماً، ونسبة 23% كانت ما بين الخامسة والأربعين والرابعة والستين، ونسبة 16.3% كانت ضمن فئة الخامسة والستين عاماً فما فوق. وتوزع التركيب الجنسي للسكان بنسبة 50.2% ذكور و49.8% إناث.